# Rickenbacker 325
La Rickenbacker 325 è una chitarra elettrica di marca Rickenbacker.
È divenuta famosa per essere stata utilizzata spesso da John Lennon nei primi anni dei Beatles.

## Galleria d'immagini

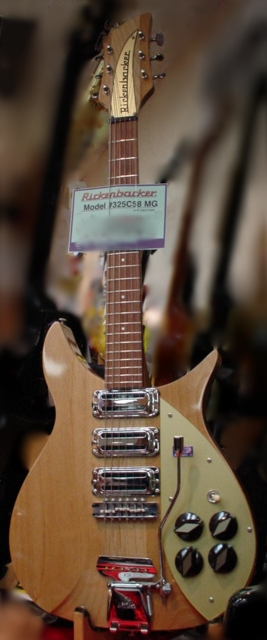
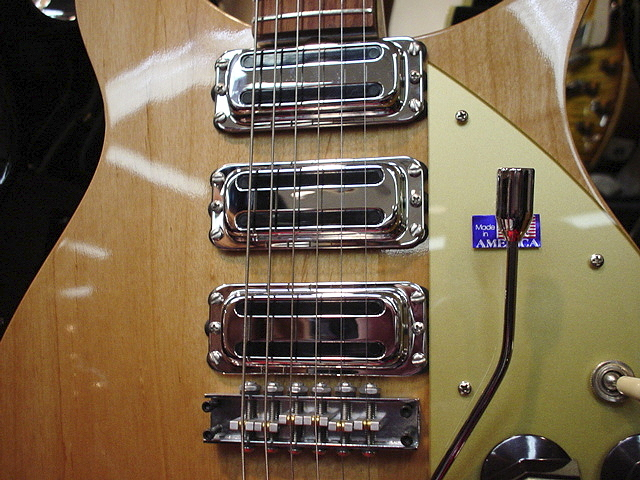
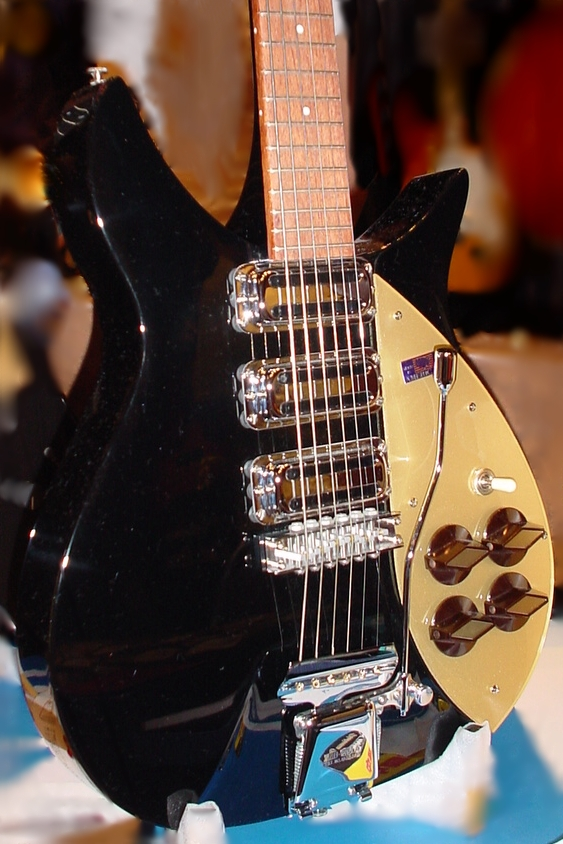